# Salsola schreiberae
Salsola schreiberae är en amarantväxtart som beskrevs av Viktor Petrovitj Botjantsev. Salsola schreiberae ingår i släktet sodaörter, och familjen amarantväxter. Inga underarter finns listade i Catalogue of Life.